# Quinto Vicentino
Quinto Vicentino (velenceiül Cuinto Visentin) település Olaszországban, Veneto régióban, Vicenza megyében. Lakosainak száma 5832 fő (2023. január 1.). Quinto Vicentino Bolzano Vicentino, Gazzo, San Pietro in Gu, Torri di Quartesolo és Vicenza községekkel határos.

## Népesség
A település népességének változása:
| Lakosok száma | 5817 | 5815 | 5832 |
|               | 2017 | 2018 | 2023 |